# Zone de protection paysagère du Mátra
La Zone de protection paysagère du Mátra (hongrois : Mátrai Tájvédelmi Körzet, prononcé [ˈmaːtɾɒi ˈtaːjveːdɛlmi ˈkøɾzɛt]) est une aire protégée située dans le comitat de Heves, à proximité de Gyöngyös dans le massif du Mátra, et dont le périmètre est géré par le Parc national de Bükk. On y trouve le Kékes, point culminant de Hongrie.